# Literat
Ein Literat ist – im Unterschied zum Poeten, Dichter oder Autor – ein intellektueller, in einer Schriftstellerszene verkehrender Schriftsteller. Die Bezeichnung wird seit dem späten 19. und frühen 20. Jahrhundert verwendet.

## Begriffsgeschichte
Es handelt sich einerseits um eine positive oder auch elitäre Kategorie, da der Literat „sich von keinen anderen Rücksichten leiten läßt als der Abhängigkeit von der Literatur“. Das Wort bezeichnet insofern „den Liebhaber und seinen reinen Genuß an der Literatur.“ Andererseits ist der Literat in einem egalitären Aktionsradius unter Kritikern, Akademikern, Journalisten, kurz: Berufskollegen situiert. In dieser Hinsicht bezeichnet das Wort, „abschätzig gebraucht, […] die federgewandte, berufsmäßige Tätigkeit nebst dem Geschwätz und den Umtrieben, die damit verbunden sind.“ Das Wort „Literat“ besaß früh entsprechend negative, kulturkritische Assoziationen – in konservativen bürgerlichen Kreisen kursierte in den 1920er Jahren etwa das abschätzige Wort „Asphaltliteraten“ für Autoren Berlins, Wiens, Londons und New Yorks, die ‚Themen der Straße‘ aufnahmen, ihre Arbeit dem Journalismus öffneten, die Suche nach ewigen Werten, so die Kritik, zugunsten einer kurzfristig modischen, modernen Literatur verachteten. Dem „echte[n] Literat[en]“ wird nachgesagt, „daß er die Reichweite der Literaturbegebenheiten überschätzt und wähnt, an den Geschäften, die im Kaffeehaus gemacht werden, oder an der Ware, die im Schaufenster der Buchhandlungen ausliegt, sei die Straße im Innersten beteiligt.“ So oder ähnlich pejorativ verwendet, steht „Literat“ in Opposition zu den Hochwertbezeichnungen „Dichter“, „Poet“ oder auch „Autor“.
„Literat“ wird heute gelegentlich auch einfach für eine Person verwendet, die Literatur liest, schreibt, über sie nachdenkt, über sie redet, sie fördert usw.

## Verwendungsweise im Baltikum
Im Baltikum war „Literat“ seit dem 18. Jahrhundert die Bezeichnung für alle akademisch Gebildeten. Üblich war es, vom „Literatenstand“ in Abgrenzung zur Ritterschaft zu sprechen.

## Weitere Bedeutungen
Der „Literat“ in einem rheinischen Karnevalsverein ist mit dem Amt betraut, die bei Sitzungen und Bällen einer Session auftretenden Künstler auszuwählen oder vorzuschlagen, ihre geplanten Darbietungen zu kennen, gegebenenfalls zeitlich und vor allem inhaltlich zu verabreden. 
Unter „Literatenform“ oder „Literatenstil“ (japanisch Bunjingi, 文人木) versteht man in der Bonsai-Kunst eine Variante der Bonsaigestaltung.